# Feofitina
La feofitina è un accettore primario di elettroni coinvolto nella catena di trasporto degli elettroni nelle reazioni luce-dipendenti della fotosintesi. Dopo esser avvenuta l’ossidazione delle molecole di clorofilla a nel centro di reazione P680, gli elettroni vengono trasferiti alla feofitina, la quale in questo modo si riduce. Successivamente la feofitina si ossida cedendo elettroni trasferendoli ad un altro accettore che si riduce a sua volta, ossia un plastochinone indicato come PQa. La feofitina deriva formalmente da una molecola di clorofilla a per sostituzione dello ione Mg2+ con due ioni H+.